# دینو استاماتوپولوس
دینو استاماتوپولوس (انگلیسی: Dino Stamatopoulos؛ زادهٔ ۱۴ دسامبر ۱۹۶۴) نویسنده، تهیه‌کننده، بازیگر اهل ایالات متحده آمریکا است. وی همچنین برندهٔ جوایزی همچون جوایز امی شده‌است.